# Родригес, Матиас
Матиас Николас Родригес (исп. Matías Nicolás Rodríguez; 14 апреля 1986 года, Сан-Луис) — аргентинский футболист, игравший на позиции полузащитника.

## Клубная карьера
Матиас Родригес — воспитанник аргентинского футбольного клуба «Бока Хуниорс». Профессиональную карьеру он начинал в 2006 году, в эквадорском «Аукасе». Первую половину 2008 года Родригес провёл за австрийский ЛАСК, но в австрийской Бундеслиге сыграл лишь в одном матче.
В июне 2008 года Родригес перешёл в уругвайский «Насьональ», с которым в 2009 году стал чемпионом страны. С 2010 года он играл за чилийский «Универсидад де Чили», который возглавил тренер «Насьоналя» уругваец Херардо Пелуссо. В составе клуба из Сантьяго Родригес четырежды становился чемпионом Чили, а также побеждал в Кубке Чили и в 2011 году выиграл Южноамериканский кубок. В 2012 году он вошёл в символическую сборную Южной Америки.
29 января 2013 года Родригес перешёл в клуб итальянской Серии A «Сампдория», трансфер обошёлся в 4,2 миллиона US$ Контракт был рассчитан на 4,5 года.
30 мая 2014 года Родригес был отдан в аренду бразильскому «Гремио» до июня 2015 года. 19 июля 2015 года Родригес вновь стал футболистом клуба «Универсидад де Чили».

## Достижения
«Насьональ»
- Чемпион Уругвая (1): 2008/09

 «Универсидад де Консепсьон»
- Обладатель Кубка Чили (1): 2008/09

 «Универсидад де Чили»
- Чемпион Чили (4): Ап. 2011, Кл. 2011, Ап. 2012, Кл. 2017
- Обладатель Кубка Чили (1): 2015
- Обладатель Суперкубка Чили (1): 2015
- Обладатель Южноамериканского кубка (1): 2011